# 羅曼·姆斯季斯拉維奇
罗曼·姆斯季斯拉维奇（烏克蘭語：Рома́н Мстисла́вич；約1152年—1205年6月19日），外号伟大的罗曼，羅斯人王子、基辅大公、留里克王朝成员。 
罗曼二世夺取加利奇公国王位后，成为所有西罗斯人的领主。13世纪初，拜占庭编年史将其记作“皇帝”（autokrator），但历史上没有其他能证明他确实正式采纳了这个称号的资料。
罗曼二世曾指挥过两场針對库曼人的战争，全部以胜利告终，还带回了很多被俘的罗斯人。但伟大的罗曼为基辅罗斯带来的胜利却在罗斯诸王公的内讧中付之东流。
在与波蘭人的扎维霍斯特战役中，罗曼二世战死疆场。在弗拉基米尔-沃伦斯基以及加利奇一直统治到1340年的罗曼诺维奇王朝就是罗曼二世缔造的。